# Гарбо, Грета
Гре́та Га́рбо (англ. Greta Garbo, 18 сентября 1905, Стокгольм, Швеция — 15 апреля 1990, Нью-Йорк, США), урождённая Грета Ловиса Густафссон (швед. Greta Lovisa Gustafsson) — шведская и американская актриса, звезда немого и звукового кино, одна из самых успешных актрис 1920-х и 1930-х годов. В 1955 году удостоена почётной премии «Оскар» за выдающийся вклад в развитие кинематографа. В 1999 году Американский институт киноискусства поставил Грету Гарбо на пятое место в списке величайших актрис классического голливудского кино.

## Биография

### Начало карьеры
Грета Гарбо родилась 18 сентября 1905 года в Стокгольме. Она была третьим ребёнком в семье рабочего Карла Альфреда Густафссона и Анны Ловисы Карлссон, которая трудилась на фабрике по производству варенья. В 1920 году её отец, с которым девочка была очень близка, умер от туберкулёза. Грета была вынуждена бросить школу и пойти работать. Первые деньги она заработала, помогая в парикмахерской, затем работала в стокгольмском универмаге, параллельно позируя для рекламы в газетах. Первый раз она появилась перед кинокамерой, снимаясь для рекламных роликов универмага, в котором работала. На неё обратил внимание комедийный режиссёр Эрик Петчер и предложил девушке маленькую роль в своей новой картине «Петер-бродяга» (1922). В титрах картины актриса была упомянута под своим настоящим именем.
С 1922 по 1924 год Гарбо училась актёрскому мастерству в театральной школе при Королевском драматическом театре Стокгольма; её соучениками были Мими Поллак, Альф Шёберг. Там она познакомилась с режиссёром Морицем Стиллером. Он лично занялся её обучением, придумал девушке благозвучный псевдоним — Грета Гарбо — и пригласил её на главную роль в немую картину «Сага о Йесте Берлинге». В этой экранизации романа Нобелевского лауреата Сельмы Лагерлёф актриса снялась в паре со шведским актёром Ларсом Хансоном.
Игра Гарбо произвела впечатление на Луиса Б. Майера, стоявшего у истоков Metro-Goldwyn-Mayer, и он предложил актрисе и Морицу Стиллеру работать на его киностудии. Впоследствии, по мере того, как известность Гарбо росла, отношения актрисы с первооткрывателем её таланта испортились. В 1928 году Стиллер был уволен и умер вскоре после возвращения в Швецию. В этот период окончательно сформировался образ актрисы — из пухлой продавщицы Гарбо превратилась в прекрасного Сфинкса, и с тех пор этот облик стал прочно ассоциироваться с её именем.

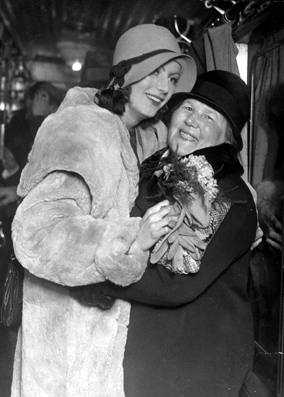
С матерью во время визита в Швецию (1928)

### Голливуд
Наиболее известными немыми картинами Гарбо были «Поток» (1926), «Плоть и дьявол» (1927) и «Любовь» (1927). В последних двух фильмах она снялась в паре с популярным актёром тех лет Джоном Гилбертом, с которым у актрисы был роман. Они собирались пожениться, но Гарбо в последний момент передумала и отменила свадьбу.
Кроме того, ходили слухи о романтических связях актрисы с женщинами — в списке её предполагаемых любовниц числились актриса Луиза Брукс и писательница Мерседес де Акоста. Также у неё были периодические отношения с британским фотографом-бисексуалом Сесилом Битоном, о чём рассказали его опубликованные дневники.
Снимаясь в немом кино, Гарбо достигла вершин популярности. Она была одной из немногих актрис, которые успешно переключились на звуковые фильмы. Однако руководство студии довольно долго задерживало этот переход, беспокоясь о том, будет ли положительной реакция зрителей, когда шведский Сфинкс заговорит. Её последним немым фильмом стала картина 1929 года «Поцелуй». Тревога руководства была напрасной. Её низкий хрипловатый голос с небольшим шведским акцентом в фильме «Анна Кристи» (1930) по пьесе Юджина О’Нила моментально завоевал любовь публики. Фильм вышел на экраны под слоганом «Гарбо говорит».
В 1931 году Гарбо снялась вместе с Кларком Гейблом в картине «Сьюзан Ленокс: падение и взлёт». Это был их единственный совместный фильм, и причиной тому была взаимная неприязнь актёров. Гарбо считала игру партнёра топорной, а Гейбл в ответ обвинял Гарбо в снобизме.
Далее последовали работы в фильмах «Мата Хари», где актриса исполнила роль легендарной шпионки времён Первой мировой войны, и «Гранд-отель» — этот фильм в 1932 году был удостоен премии «Оскар». Затем какое-то время Гарбо не снималась из-за конфликта относительно условий её контракта. В конце концов руководство MGM уступило и составило новый контракт, который представлял Гарбо исключительные права.
Гарбо планировала вернуться в кино после окончания Второй мировой войны, но этому намерению не суждено было осуществиться. После ухода Гарбо из кино Марлен Дитрих написала своему мужу письмо, содержащее следующие слова: «Я слышала, что Гарбо ушла из кино… Ну что ж, я рада. Теперь я осталась одна».

### Последние годы
За исключением самых ранних лет своей кинокарьеры, впоследствии Грета Гарбо редко давала даже автографы, избегала публичных мероприятий, не присутствовала на премьерах своих фильмов, не отвечала на письма фанатов и не давала интервью.
В 1951 году актриса приняла американское гражданство. В 1953 году Гарбо переселилась из Калифорнии в Нью-Йорк. В этом городе она купила семикомнатные апартаменты на Манхэттене по адресу 450 Ист 52-я Стрит, где и прожила до конца своей жизни. Гарбо отказывалась публично появляться на голливудских вечеринках, но зато активно путешествовала в кругу своих близких друзей. Она часто ездила в западную Европу в компаниях Джорджа Шлее, Сесиль де Ротшильд и Сесила Битона, отправлялась в круизы по Средиземному морю, организованные Аристотелем Онассисом, отдыхала на яхте семейства Ротшильдов. Летнее время Гарбо часто проводила в швейцарском горном курорте Клостерсе. Актриса никогда не была замужем и не имела детей. В нью-йоркском обществе она была известна своими длительными пешими прогулками по городу, которые она совершала, надев большие солнцезащитные очки.
Начиная с 1970-х актриса стала излюбленным объектом папарацци, которые постоянно её выслеживали, желая запечатлеть на плёнку постаревшую королеву Голливуда. Они не оставляли её в покое вплоть до самой смерти, засняв весной 1990 года тяжело больную актрису, садящуюся в карету скорой помощи. 15 апреля того же года Грета Гарбо скончалась от пневмонии и почечной недостаточности в одной из частных клиник Нью-Йорка в возрасте 84 лет. Её тело кремировали и, после долгих судебных тяжб, в 1999 году похоронили на кладбище Скугсчюркогорден недалеко от родного Стокгольма.

## В культуре

Марка, посвященная 100-летию со дня рождения Греты Гарбо.

- Журнал «Premiere» поместил Гарбо на восьмое место в списке самых великих кинозвёзд всех времён. Она также присутствует на пятом месте в рейтинге легенд киноэкрана по версии Американского института кино.
- Гарбо является героиней американской кинокомедии режиссёра Сидни Люмета «Гарбо рассказывает» (1984) в которой героиня узнаёт, что у неё опухоль головного мозга и твёрдо решает встретиться со своим кумиром. В фильме присутствует архивная съёмка самой Греты Гарбо (которая в титрах указана не была), но основную роль исполнила актриса Бетти Комден, которая была введена в проект в самом конце, так как продюсеры были уверены, что сама Гарбо не откажется участвовать в фильме. Они даже попросили одного из хороших знакомых великой актрисы уговорить её сняться в картине, однако тот так и не отозвался.
- 23 сентября 2005 года почтовыми администрациями Швеции и США в честь 100-летия со дня рождения Греты Гарбо был осуществлён совместный выпуск почтовых марок с её портретом.
- В дебютный альбом «Cendres de lune» французской певицы Милен Фармер вошла песня под названием «Greta», посвящённая Грете Гарбо. В музыкальных проигрышах песни звучит голос Гарбо, взятый из фильма «Двуликая женщина» — последнего фильма, в котором играла актриса.
- Гарбо упоминалась в пьесе Жана Кокто «Священные чудовища». Так герой назвал девушку, мечтавшую сниматься в кино.
- Грета Гарбо упоминается в известной песне Мадонны «Vogue», вместе с такими голливудскими легендами, как Мэрилин Монро, Марлен Дитрих, Марлон Брандо и Джеймс Дин.
- У российской рок-группы «Крематорий» есть песня «Грета Гарбо».
- 6 апреля 2011 года Банк Швеции сообщил о планах выпуска новой серии денежных знаков. В октябре 2016 были представлены новые купюры. На аверсе купюры достоинством 100 шведских крон размещён портрет Греты Гарбо[15][16].
- В фильме «Смерть ей к лицу» героиня Изабеллы Росселлини, Лисл фон Руман, которая продавала зелье бессмертия и вечной красоты, объясняя правило, что выпившая зелье Мэдлин (Мэрил Стрип) может блистать на публике только десять лет, а потом уйти в тень, чтобы не раскрывать секрет зелья, предлагала вариант одной из её безымянных покупательниц — просто сказать всем «Я хочу побыть одна» (фраза, звучавшая в разных вариациях в фильмах Гарбо и неизменно с ней ассоциирующаяся).
- Австрийский певец Falco посвятил актрисе песню «Garbo».
- Удостоена золотой медали за выдающиеся заслуги в шведской культуре — Иллис Кворум (1986).

## Фильмография
| Год  |     | Русское название             | Оригинальное название           | Роль                    |
| ---- | --- | ---------------------------- | ------------------------------- | ----------------------- |
| 1920 | кор | Господин и госпожа Стокгольм | Herr och fru Stockholm          | старшая сестра          |
| 1921 | ф   | Охотники за удачей           | En lyckoriddare                 | служанка                |
| 1921 | кор | Как не одеваться             | Konsum Stockholm Promo          | н/д                     |
| 1922 | ф   | Взгляд любви                 | Kärlekens ögon                  | массовка                |
| 1922 | ф   | Петер-бродяга                | Luffar-Petter                   | Грета                   |
| 1924 | ф   | Сага о Йёсте Берлинге        | Gösta Berlings saga             | Элизабет Дона           |
| 1925 | ф   | Безрадостный переулок        | Die freudlose Gasse             | Грета Рамфорт           |
| 1926 | ф   | Поток                        | Torrent                         | Леонора                 |
| 1926 | ф   | Соблазнительница             | The Temptress                   | Елена                   |
| 1926 | ф   | Плоть и дьявол               | Flesh and the Devil             | Фелиситас               |
| 1927 | ф   | Любовь                       | Love                            | Анна Каренина           |
| 1928 | ф   | Божественная женщина         | The Divine Woman                | Марианна                |
| 1928 | ф   | Таинственная леди            | The Mysterious Lady             | Таня Федорова           |
| 1928 | ф   | Женщина дела                 | A Woman of Affairs              | Дайана Меррик           |
| 1929 | ф   | Дикие орхидеи                | Wild Orchids                    | Лилли Стерлинг          |
| 1929 | ф   | —                            | A Man’s Man                     | в роли самой себя       |
| 1929 | ф   | Единый стандарт              | The Single Standard             | Арден Стюарт            |
| 1929 | ф   | Поцелуй                      | The Kiss                        | Айрин Гуарри            |
| 1930 | ф   | Анна Кристи                  | Anna Christie                   | Анна Кристи             |
| 1930 | ф   | Роман                        | Romance                         | Рита Каваллини          |
| 1931 | ф   | Вдохновение                  | Inspiration                     | Ивонн Вальбре           |
| 1931 | ф   | Сьюзан Ленокс                | Susan Lenox (Her Fall and Rise) | Сьюзан Ленокс           |
| 1931 | ф   | Мата Хари                    | Mata Hari                       | Мата Хари               |
| 1932 | ф   | Гранд-отель                  | Grand Hotel                     | балерина Грузинская     |
| 1932 | ф   | Какой ты меня желаешь        | As You Desire Me                | Зара                    |
| 1933 | ф   | Королева Кристина            | Queen Christina                 | королева Кристина       |
| 1934 | ф   | Разрисованная вуаль          | The Painted Veil                | Кэтрин Фейн             |
| 1935 | ф   | Анна Каренина                | Anna Karenina                   | Анна Каренина           |
| 1936 | ф   | Дама с камелиями             | Camille                         | Маргарита Готье         |
| 1937 | ф   | Покорение                    | Conquest                        | графиня Мария Валевская |
| 1939 | ф   | Ниночка                      | Ninotchka                       | Нина Ивановна Якушова   |
| 1941 | ф   | Двуликая женщина             | Two-Faced Woman                 | Карин Борг Блейк        |

## Документальная фильмография
- Грета Гарбо / Greta Garbo: A Lone Star. Режиссёр: Стив Коул / Steve Cole. 2001. Великобритания, США. Продолжительность: 49 мин.
- Легенды мирового кино. Грета Гарбо. Режиссёр: Андрей Истратов, ведущий: Константин Карасик. 2005. Россия. Телеостров, ГТРК Культура. Продолжительность: 26 мин.
- Гарбо / Garbo. Режиссёры: Кристофер Бёрд, Кевин Браунлоу. 2005. США. Длительность: 1 час 25 минут. (Фильм создан к 100-летию со дня рождения Актрисы)
- Грета Гарбо и Бетт Дэвис. Из истории театра и кино. Великие актрисы. Кинодивы 30-50-х годов XX века. Режиссёр: Светлана Аронова. 2013. Россия. Продолжительность: 49 мин.